# 胃瘻
胃瘻（いろう、英: gastrostoma; gastric fistula）とは、食物や水分や医薬品を流入させ投与するために腹壁を切開して胃内に管を通す経管栄養医療措置の1つである。人工的水分・栄養補給法（英: artificial hydration and nutrition; AHN）とも称する。高齢者など回復の見込みの無い寝たきりに対し、経管栄養などを用いた延命行為自体を非倫理的として禁止している国もある。

## 概要
食物や飲料や医薬品などの経口摂取が不可能または困難な患者に対し、人為的に皮膚と胃に瘻孔作成、チューブ留置し、食物や水分や医薬品を流入させ投与するための処置である。1980年代にアメリカ合衆国において上部消化管内視鏡を用いての内視鏡的胃瘻造設術（英: Percutaneous Endoscopic Gastrostomy; PEG）が開発され、世界的に普及し広まった。
先天的な原因または後天的な病気や外傷により、脳神経や口腔や咽頭や食道の機能に障害があり、口腔・咽頭・食道を経由して食物や水分や医薬品などの経口摂取が不可能または困難な嚥下障害がある患者に対して行う場合がある。胃瘻からの人工栄養や水分や医薬品を投与することにより、必要で十分な栄養や水分や医薬品を摂取し、患者の生命を維持しQOLを向上させる目的で造設する。誤嚥性肺炎の発生率を抑えられるが、口腔ケアを実施する必要があるため、完全な予防にはならない。

## 適用外とすべきケース
下記の条件の少なくともどれかひとつに合致する場合は胃瘻の造設は行わない、または、造設済みの胃瘻からの人工栄養投与を中止する。
- 老衰やガンの終末期においては平穏死・尊厳死の観点から。
- 患者本人または家族が胃瘻造設と人工栄養や水分や医薬品の投与による生存を望まず拒否した場合。
- 胃や腸の機能に病気や障害があり、人工栄養を消化吸収することが不可能または困難な場合。
- 妊娠中。
- 内視鏡が使用不可能な身体状況の場合。
- 胃瘻からの出血が継続し収束しない場合。
- 胃前壁を腹壁に近接できない場合。
- 著しい肥満で腹壁から胃内に胃瘻チューブが届かない場合。

## 使用
体外から胃内腔へ向けて、皮膚・皮下組織・胃壁を貫通した瘻孔に、栄養チューブの一端を体外へ、他の一方を胃腔内に留置する。栄養のためには水分・食餌を体外から注入する。嘔吐に対しては、チューブを開放して、胃内腔を減圧する。

## 閉鎖
基本的に気管切開と同様にチューブを抜去すると自然閉鎖してしまう。そのため自然抜去、誤抜去の際には自然閉鎖する前に緊急にチューブ留置を行う必要がある。

## 経腸栄養剤
栄養管理の方法は、「静脈栄養」と「経腸栄養」の二つに大別されるため、胃瘻で用いる人口栄養剤は経腸栄養剤（英: enteral nutrition; EN）と称される。さらに、消化吸収の窒素源の形態によって、成分栄養剤、消化態栄養剤、半消化態栄養剤に、また取り扱い形式からは、医薬品と食品に分けられる。医薬品は、医師の処方が必要であり保険適応になるのに対し、食品は入院中には食事として提供され、外来では医師の処方は必要ないが、自己負担となる。
代表的な経腸栄養剤（医薬品）
- ラコール配合経腸用液（大塚製薬工場）
- ラコールNF配合経腸用半固形剤（同上）
- エンシュア・リキッド（アボット）
- エンシュア・H（同上）
- ツインラインNF配合経腸用液（大塚製薬工場）
- エレンタール配合内容剤（EAファーマ）

代表的な流動食（食品）
- レナジーU（クリニコ/森永乳業グループ病態栄養部門）
- へパス（同上）
- インスロー（明治）
- アイソカル（ネスレヘルスサイエンス）

## 胃瘻延命に対する批判
胃ろうのジレンマ
胃ろうをすることで延命はするものの、著しく胃ろう患者のQOLは下がり、介護度が高まり、その低QOL高介護度期間が長くなる。海外では行わない、又は禁止されている高齢者、認知症や老衰の終末期の人にも、日本では患者親族の多くが寝たきりや終末期の患者にも延命を医師に強要させるため、胃ろう技術流入後は積極的に胃瘻がつくられるようになった。その現状に対して、2012年1月28日に日本老年医学会は「高齢者の終末期の医療およびケアに関する立場表明2012」を発表した。そのなかで、「胃瘻造設を含む経管栄養や、気管切開、人工呼吸器装着などの適応は、慎重に検討されるべきである。すなわち、何らかの治療が、患者本人の尊厳を損なったり苦痛を増大させたりする可能性があるときには、治療の差し控えや治療からの撤退も選択肢として考慮する必要がある。」と述べている。
2012年（平成24年）4月1日、「介護サービスの基盤強化のための介護保険法等の一部を改正する法律」（平成23年法律第72号）施行。それまで胃ろうによる栄養摂取は医療行為として医師（または医師の指示を受けた看護師等）のみに限られていたが、研修を受ければ介護士が「認定特定行為業務従事者」として胃ろうによる栄養摂取を行えるようになった。一方、同年をピークに徐々に経皮内視鏡下胃瘻造設術（PEG）の造設キットの販売件数が減少している。2014年4月の診療報酬の改定で、PEGの造設手技料減少、嚥下機能評価の必須化、経口摂取復帰率の高率な設定、療養病棟入院基本料の改定もあり、胃ろう造設件数は減少傾向にある。
CVポートの流行
2012年の胃ろうのピークが過ぎた代わりに、経鼻胃管やCVポート・PICCのキット販売件数が増加するという現状にある。
- 経鼻胃管 - 鼻から胃まで管（チューブ）を通し、流動食を直接胃に送る経管栄養。
- CVポート - 中心静脈 (central vein; CV) カテーテルの一種で、正式には皮下埋め込み型ポートといわれるもの[13]。セプタムと呼ばれる圧縮されたシリコーンゴムに専用の針を刺して、高カロリー輸液や、化学療法などの薬剤を直接血管内に投与する[13]。
- PICC - 通常上腕から挿入する末梢挿入型中心静脈カテーテル（peripherally inserted central venous catheter）[13]。他の中心静脈カテーテルと比較して、腕から比較的簡単に挿入できるため、CVポートや胃瘻造設検討段階で挿入し、栄養状態を保つことがある[13]。

2012年6月27日、日本老年医学会は「高齢者ケアの意思決定プロセスに関するガイドライン―人工的水分・栄養補給の導入を中心として」を出し、人工的水分・栄養補給法（artificial hydration and nutrition；AHN）導入の指針を示した。2013年5月25日、日本静脈経腸栄養学会編集の『静脈経腸栄養ガイドライン 第3版』も発行された。